# Святой источник

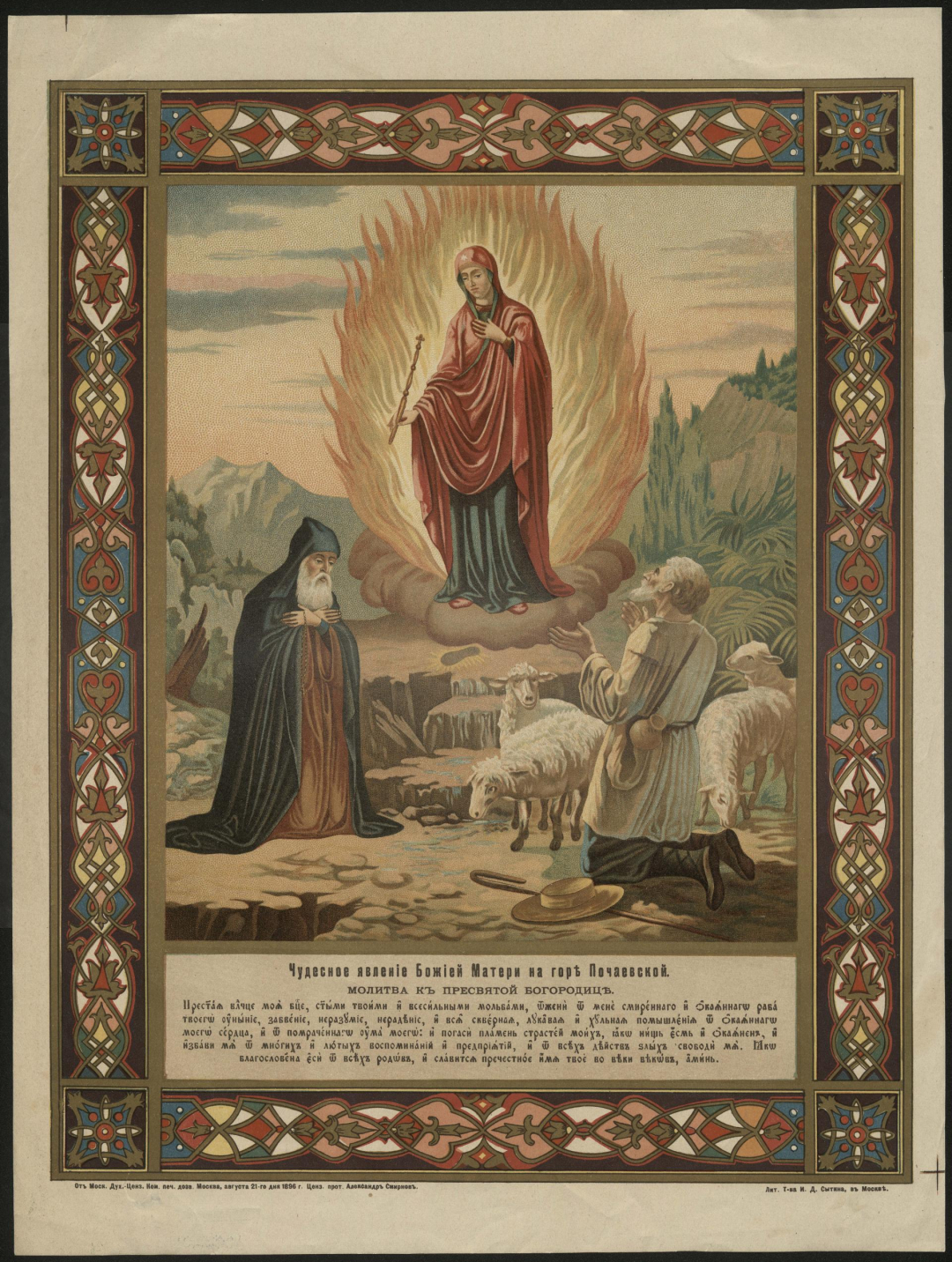
Чудесное явление Божией Матери в огненном виде на горе Почаевской. Богородица, согласно преданию, оставила свой след на камне, ставший святым источником, называемый Стопою Божией Матери

Свято́й исто́чник — это небольшой водоём, выходящий из грунта и почитаемый в языческом или христианском контексте, часто в обоих: обычно — языческая святыня которая позже стала христианской.
Термин «святой источник» обычно используется для обозначения любого источника воды, который имеет некоторое значение в фольклоре того района, где он находится. В христианских легендах речь может идти об источнике, возникшем или приобретшем целебные свойства под действием святого и связанном с его именем; в язычестве — о сверхъестественном присутствии его духа-хранителя.
В армянской мифологии катнахпюр — легендарный животворный источник, вода которого обладает чудодейственным свойством умножать молоко рожениц, вследствие чего самым надежным считалось брать воду для кормящих матерей из катнахпюров.

## Источник в иконографии
В иконографии, где ветхозаветное действо воспринимается как пример жизни Иисуса, открытие источника Моисеем в пустыне становится символом раны в боку распятого Христа, кровь которого приносит избавление человечеству, а вода олицетворяет воду крещения. Источник является одним из символов Христа Спасителя и рассматривается как символ крещения и животворящей воды веры. Христа часто называют камнем, из которого берут начало чистые реки четырёх Евангелий.
Андрей Критский, обозначая источник этих рек: «Камене, из негоже премудрости река, яко чаша, проливает токи богословия», обращается к псалмам Давида — царя Хеврона: «разверзе камень и потекоша воды, потекоша реки» (Пс. 104:41), «разверзе камень и напои я» (Пс. 77:15), а также и к словам Апостола Павла: «и все пили одно и то же духовное питие: ибо пили из духовного последующего камня; камень же был Христос.» (1Кор. 10:4).
Икона «Неупиваемая чаша» являет образ Лозы истинной — источника исцеления от пьянства: Аз есмь Лоза истинная (Ин. 15:1).
Источник Райского сада изображен на иконе «Благословенно воинство Небесного Царя».

## В апокрифах
В «Сказании о Макарии Римском» встречается описание источника, вытекающего из алтаря: вода в источнике была белая, как молоко.
В «Сказании об Индейском царстве» также известно описание чудодейственного источника, дарующего христианам исцеление.

## В геральдике
Символ источника является элементом геральдических сюжетов. Чаша с источником вод входит в композиции гербов Воронежа, Великого Устюга, Юго-Западного округа г. Москвы.